# Католицька церква в Чилі
Като́лицька це́рква в Чи́лі — найбільша християнська конфесія Чилі. Складова всесвітньої Католицької церкви, яку очолює на Землі римський папа. Керується конференцією єпископів. Станом на 2004 рік у країні нараховувалося близько 11 021 000 католиків (71,16% від усього населення). Існувало 27 діоцезій, які об'єднували 931 церковних парафій.  Кількість  священиків — 2332 (з них представники секулярного духовенства — 1177, члени чернечих організацій — 1155), постійних дияконів — 685, монахів — 1984, монахинь — 5086.

## Статистика
Згідно з «Annuario Pontificio» і Catholic-Hierarchy.org:
| Рік | Населення | Населення | Населення | Священики | Священики | Священики | Священики           | Диякони | Ченці    | Ченці | Парафії |
| Рік | католики  | загалом   | %         | загалом   | секулярні | ченці     | вірних на священика | Диякони | чоловіки | жінки | Парафії |
| --- | --------- | --------- | --------- | --------- | --------- | --------- | ------------------- | ------- | -------- | ----- | ------- |